# میجانوو
میجانوو (به لاتین: Miedzianów) یک روستا در لهستان است که در گمینا نووه سکالمیژتسه واقع شده‌است. میجانوو ۲۰۰ نفر جمعیت دارد.